# Richard de Shrewsbury
Richard de Shrewsbury (17 août 1473, Shrewsbury – probablement mort en 1483, Tour de Londres), est le sixième enfant et le second fils d'Édouard IV, roi d'Angleterre et d'Élisabeth Woodville. Il est un frère puîné d'Élisabeth d'York et du roi Édouard V.

## Biographie

### Enfance
Son père le fait duc d'York en 1474. Le 15 janvier 1478, à l'âge de 4 ans, il épouse Anne de Mowbray (1472 † 1481), comtesse de Norfolk, unique héritière des vastes domaines des Mowbray (ducs de Norfolk) en 1476. Parce que le titre ducal de son beau-père s'est éteint avec la mort de ce dernier (1476) et qu'Anne ne peut pas en hériter, Richard est fait duc de Norfolk en 1481. À la mort d'Anne, un acte parlementaire de janvier 1483 décide que les droits de successions reviennent à son époux, avec droit de réversion à sa descendance ou, si nécessaire, à la descendance de son père le roi Édouard IV d'Angleterre.

### Règne de son frère
Son père meurt le 9 avril 1483. Son frère Édouard, prince de Galles, devient roi d'Angleterre et Richard son héritier présomptif. Richard de Gloucester, frère cadet d'Édouard IV et nommé Lord Protecteur du royaume, fait arrêter les conseillers d'Édouard V le 30 avril lors de son voyage vers Londres, et loge ce dernier dans la Tour de Londres le 19 mai, « pour sa propre protection ». En juin 1483, 6 000 des hommes en armes du futur Richard III tiennent Londres. La reine-mère Élisabeth Woodville se réfugie avec ses autres enfants au sanctuaire de l'Abbaye de Westminster ; à la suite de négociations entamées par Richard de Gloucester, le 16 juin suivant, Richard de Shrewsbury rejoint son frère aîné à la Tour, sous la promesse faite par l'archevêque de Canterbury Thomas Bourchier qu'aucun mal ne lui serait fait.
Robert Stillington, évêque de Bath et Wells, affirme le 22 juin devant le Parlement qu'Édouard IV a contracté une promesse de mariage avec Éléonore Talbot en 1461, que Stillington a célébré. Celle-ci est encore vivante quand Édouard épouse Elisabeth Woodville en 1464 ; le conseil de régence conclut à un cas de bigamie, invalidant le second mariage et la légitimité de tous les enfants nés de celui-ci. Édouard V et Richard sont donc déclarés illégitimes et révoqués de la succession au trône le 25 juin 1483. Le lendemain, Gloucester est proclamé roi d'Angleterre sous le nom de Richard III.

### Emprisonnement
Les jeunes princes Édouard et Richard n’apparaissent plus en public après avoir été enfermés à la Tour. Leur destin reste un des grands mystères de l’histoire, et de nombreux livres ont été écrits sur le sujet. La thèse la plus probable est qu’ils ont été assassinés ; les principaux bénéficiaires de cette disparition sont leur oncle, le roi Richard, qui voit ainsi disparaître les principaux prétendants yorkistes à la succession d'Édouard IV, et Henri Tudor, le prétendant lancastre, qui obtient à la suite de la disparition des princes le soutien de la famille Woodville et de ses partisans. Henri bat Richard et monte sur le trône sous le nom d'Henri VII en 1485.

#### Récit de Mancini
Un manuscrit rédigé en 1483 par l'ecclésiastique italien Dominique Mancini, qui a assisté à sa prise de pouvoir controversée, décrit les conditions du renversement et de l'emprisonnement du jeune roi,.
« Une fois Hastings éliminé, tout le personnel qui était au service du roi eut l’interdiction de le voir », explique Dominique Mancini. Hastings était un soutien de la maison d'York, qui s'est rangé du côté de Gloucester face à la famille de la reine, les Woodville. Il est arrêté le 13 juin sur ordre de Richard pour complot avec les Woodville, et exécuté sur le champ.
« Lui et son frère s’étaient retirés dans les appartements les plus reculés de la Tour, et jour après jour, on les vit de moins en moins derrière les fenêtres et les barreaux, jusqu’à ce qu’on ne les vît plus. Le médecin Argentine, l’une des dernières personnes dont le roi appréciait les services, rapporta que le jeune roi, telle une victime prête au sacrifice, rechercha l’expiation de ses péchés par des confessions quotidiennes et la pénitence, parce qu’il croyait que la mort le regardait en face. J’ai vu beaucoup d’hommes éclater en sanglots et en lamentations à l’évocation de son nom après sa mise à l’écart. Il y avait des soupçons qu’il avait été éliminé. Toutefois s’il a bien été éliminé, je n’ai pas encore découvert de quelle façon il l’a été ».

### Postérité
En 1502, un chevalier anglais du nom de James Tyrrell, fidèle lieutenant de Richard III, confesse les avoir étouffés sous des matelas. Mais ses aveux, obtenus sous la torture durant le règne d'Henri VII, sont sujets à caution pour les historiens. 
Si les princes ont été tués, le secret a été bien gardé ; à l’inverse, on n’a aucune preuve de leur survie ou de leur exil du pays. Quand, en 1495, Perkin Warbeck affirme être le prince Richard, William Stanley (le frère cadet du beau-père du roi Henri VII, Thomas Stanley) qui, en dépit de ses sympathies yorkistes s’était opposé à Richard III en faveur d’Henri pendant la bataille de Bosworth, affirme que, si le jeune homme était vraiment le prince, il ne combattrait pas contre lui, démontrant ainsi que certains Yorkistes n’avaient pas abandonné tout espoir d’une hypothétique survie d’un des princes.
En 1674, des ouvriers qui travaillent à la Tour de Londres trouvent une boîte qui contient deux petits squelettes humains. Ils les jettent aux ordures, mais quelques jours ou quelques semaines après, quelqu’un s'avise qu'il peut s'agir des restes des princes, aussi les rassemble-t-on dans une urne, enterrée à Westminster sur l’ordre de Charles II. En 1933, les os sont examinés puis replacés dans leur tombe sous l’abbaye. Les experts ne s’accordent pas sur l’âge que les enfants pouvaient avoir, ni si c’étaient des garçons ou des filles. Il apparaît en effet qu'un des squelettes est plus gros que l’autre, et beaucoup d’os manquent, y compris une partie de la mâchoire du plus petit et les dents du plus grand. L’Église d'Angleterre refuse encore aujourd'hui les analyses ADN.

### Famille

Arbre généalogique simplifié de Richard de Shrewsbury.

## Fiction
La première saison de la série télévisée la Vipère noire se passe dans une uchronie où Richard, interprété par Brian Blessed, succéda à son oncle Richard III sous le nom de Richard IV, et régna de 1485 à 1498 avant d'être empoisonné par son fils Edmund. Henri Tudor lui succéda ainsi et réécrit l'Histoire en effaçant les treize années de son règne.
L'histoire de sa mort et celle de son frère sont aussi évoquées dans l'anime Black Butler où Ciel Phantomhive a pour objectif d'envoyer leurs âmes dans l'Au-Delà.
La série The White Queen et sa suite, The White Princess, proposent leur propre version de l'assassinat. Richard aurait été échangé par sa mère, Elisabeth, et n'aurait jamais été enfermé dans la tour de Londres, échappant ainsi à la mort ; il serait ensuite revenu pour disputer son trône en tant que Perkin Warbeck (Perkin aurait été le surnom donné par sa mère à son fils cadet).